# Prvenstvo Hrvatske u ragbiju na pijesku
Prvenstva Hrvatske u ragbiju na pijesku se igraju od 2019. godine.

## Prvenstva Hrvatske

### Popis klubova koji su sudjelovali (2019.–)
U zagradi je godina prvog sudjelovanja.
Poredani abecedno prvo po sjedištu kluba pa zatim po nazivu.
ugašeni klubovi
- Rijeka, Rijeka (2019.)
- Nada, Split (2019.)
- Lokomotiva, Zagreb (2019.)
- Mladost, Zagreb (2019.)
- Zagreb, Zagreb (2019.)

### Izdanja
| Godina | Broj klubova | Broj klubova | Prvaci  | #2     | #3            | #4            | #1 nakon osnovnog dijela | #1 nakon osnovnog dijela | Ref   |
| ------ | ------------ | ------------ | ------- | ------ | ------------- | ------------- | ------------------------ | ------------------------ | ----- |
| Godina | liga         | doigr.       | Prvaci  | #2     | polufinalisti | polufinalisti | Klub                     | Omjer                    | Ref   |
| 2019.  | 5            |              | Mladost | Zagreb | Nada          | Rijeka        |                          | –                        | [ 1 ] |
| 2019.  | 5            | 6:4          | 6:4     | :      | :             |               |                          | –                        | [ 1 ] |
| 2020.  |              |              |         |        |               |               |                          | –                        |       |
| 2020.  | :            | :            | :       | :      |               |               |                          | –                        |       |

## Vanjske poveznice
- rugby.hr